# Amelie Duckwitz
Amelie Duckwitz (* 1977 in Köln) ist eine deutsche Hochschulprofessorin und Medienwissenschaftlerin.

## Leben
Nach ihrem Abitur am Erich-Klausener-Gymnasium in Adenau studierte Amelie Duckwitz Medienwissenschaft, Soziologie und Politikwissenschaft an der Universität Trier und promovierte 2007 über das Internet als globales Medium bei Hans-Jürgen Bucher und Michael Jäckel. Nach ihrer Promotion war Amelie Duckwitz in mehreren Marketingagenturen in Stuttgart als Information Architect und Creative Director beschäftigt und freiberuflich u. a. als Online-Konzepterin und User Experience Designerin tätig.
Seit 2017 ist Amelie Duckwitz Professorin für Medien- und Webwissenschaften an der Technischen Hochschule in Köln. Hier lehrt sie u. a. die Fächer Social Media, Content Marketing und Medienforschung.

## Forschungsschwerpunkte
Die Forschungsschwerpunkte von Amelie Duckwitz liegen in den Bereichen Social Media, Influencer-Kommunikation und User Experience sowie der digitale Transformation von digitalen Öffentlichkeit(en). Im Bereich der Influencer-Kommunikation hat sich Amelie Duckwitz u. a. mit Influencern als digitale Meinungsführer in der politischen Kommunikation und im sozialen Bereich beschäftigt.
Das von Amelie Duckwitz initiierte Projekt KI Talks & Teams war Preisträger des Hochschulwettbewerbs 2019. Aus dem Projekt entstand ein multimediales Web-Magazin. Es gilt als Ausgangspunkt der KI-TT-Reihe. Diese Reihe bestand u. a. aus Workshops und beschäftigte sich mit Künstlicher Intelligenz.
Amelie Duckwitz ist Mitglied in der Deutschen Gesellschaft für Publizistik- und Kommunikationswissenschaft (DGPuK) und Mitglied des interdisziplinären Forschungsschwerpunktes Digitale Technologien und Soziale Dienste (DITES) an der TH Köln.

## Veröffentlichungen (Auswahl)
- Duckwitz, Amelie, Werner, Petra (2023). Der Mensch als kommunizierendes Subjekt. In: Lindner, HG., Bente, S., Richter, C. (eds) Menschenbilder und Digitalisierung. Springer Gabler, Wiesbaden, 101–129
- Duckwitz, Amelie (2019): Influencer als digitale Meinungsführer. Wie Influencer in sozialen Medien den politischen Diskurs beeinflussen - und welche Folgen das für die demokratische Öffentlichkeit hat. Bonn: Friedrich-Ebert-Stiftung.
- Duckwitz, Amelie (2008): Think global - act local? Globale und translokale Internetnutzung ausländischer und deutscher Studierender. Dissertation. Hamburg, ISBN 978-3-8300-3679-1
- Bucher, Hans-Jürgen; Schumacher, Peter & Duckwitz, Amelie (2007): Mit den Augen der Leser: Broadsheet und Kompakt-Format im Vergleich. Eine Blickaufzeichnungsstudie zur Leser-Blatt-Interaktion. IFRA-Bericht. Darmstadt.
- Bucher, Hans-Jürgen & Duckwitz, Amelie (2005): Medien und soziale Konflikte. In: Jäckel, Michael (Hrsg.): Lehrbuch der Mediensoziologie. Opladen. S. 179–200
- Duckwitz, Amelie; Loiperdinger, Martin & Theisen, Susanne (2002): "Kampf dem Schundfilm!" - Kinoreform und Jugendschutz in Trier. In: Kintop 9. Jahrbuch zur Erforschung des frühen Films. Frankfurt a. M. S. 53–64